# Куряни (Польща)
Куряни (пол. Kuriany) — село в Польщі, у гміні Заблудів Білостоцького повіту Підляського воєводства.
Населення — 542 особи (2011).
У 1975-1998 роках село належало до Білостоцького воєводства.

## Демографія
Демографічна структура станом на 31 березня 2011 року:
|          | Загалом | Допрацездатний вік | Працездатний вік | Постпрацездатний вік |
| -------- | ------- | ------------------ | ---------------- | -------------------- |
| Чоловіки | 268     | 65                 | 181              | 22                   |
| Жінки    | 274     | 63                 | 161              | 50                   |
| Разом    | 542     | 128                | 342              | 72                   |